# Gaston Glock
Gaston Glock (Viena, 19 de julio de 1929 - 27 de diciembre de 2023) fue un ingeniero austriaco, fundador de la compañía de armas de fuego Glock.

## Comienzos en la compañía
En 1963 fundó la compañía en Deutsch-Wagram, Austria. Glock comenzó como fabricante de varillas para cortinas y cuchillos para el ejército austriaco. No había diseñado ni fabricado un arma de fuego hasta que cumplió 52 años. Ya era un experto en polímeros como resultado de sus negocios anteriores.
En 1980 compró una máquina de moldeo por inyección para fabricar mangos y vainas para los cuchillos de campaña que estaba fabricando para el ejército austriaco en su taller de garaje. Sus primeros empleados procedían de la industria de las cámaras y eran expertos en la producción de componentes de polímeros. Su primera pistola tardó un año en fabricarse, desde la fase de diseño y concepción hasta la producción, y en abril de 1981 solicitó una patente austriaca para la pistola conocida como Glock 17.

## Intento de asesinato
En julio de 1999, el asesor fiscal de Glock, Charles Ewert, contrató a un mercenario francés para asesinar a Glock con un martillo en un aparcamiento, en un aparente intento de encubrir la malversación de millones de dólares de la compañía Glock. Aunque las heridas de Glock incluían siete heridas en la cabeza y la pérdida de aproximadamente un litro de sangre, Glock pudo defenderse del ataque golpeando dos veces al sicario. El asesino a sueldo, Jacques Pêcheur, de 67 años, fue condenado a 17 años de prisión por el atentado. Charles Ewert fue condenado a 20 años como resultado del testimonio de Pêcheur.

## Vida personal
Gaston Glock raramente se dejaba ver públicamente y vivía al Lago Wörther. Estaba casado con Helga Glock con quien tenía tres hijos. En el 2011 se divorció de su esposa tras un conflicto en torno a la empresa Glock.Después se casó con Kathrin Glock. 
Glock donó más de un millón de euros a organizaciones benéficas austriacas. También donó fondos al Partido de la Libertad de Austria. Se describió a Glock como un "multimillonario austriaco solitario" que evitaba la publicidad y valoraba su privacidad a pesar de su famoso invento.

### Fallecimiento
Glock ingresó en la clínica privada Maria Hilf en Klagenfurt tres días antes de Navidad, donde murió el 27 de diciembre de 2023 a la edad de 94 años.